# Phera
Pour plus de détails, voir Fiche technique et Distribution.
Phera est un film indien réalisé par Buddhadev Dasgupta, sorti en 1988.

## Synopsis
Un acteur et dramaturge en rupture avec le théâtre contemporain reste cloîtré chez lui avec son domestique. Il repense à sa femme infidèle. Après la mort de son mari, sa belle-sœur, avec son neveu, le rejoignent.

## Fiche technique
- Titre : Phera
- Réalisation : Buddhadev Dasgupta
- Scénario : Buddhadev Dasgupta, Narendranath Mitra et Pritam Mukhopadhyay
- Musique : Jyotishka Dasgupta
- Photographie : Dhrubajyoti Bose
- Montage : Ujjal Nandi
- Production : Dulal Roy
- Société de production : Angel Digital
- Pays de production :  Inde
- Genre : Drame
- Durée : 94 minutes
- Date de sortie : 
  - Allemagne de l'Ouest : 19 février 1988 (Berlinale)

## Distribution
- Aloknanda Dutt : Saraju
- Kamu Mukherjee
- Devika Mukherjee : Jamuna
- Sunil Mukherjee : Rashu
- Subrata Nandy : Sasanka
- Aniket Sengupta : Kanu
- Samit Bhanja
- Biplab Chatterjee
- Chhanda Dutta
- Monu Mukherjee
- Alakananda Ray

## Distinctions
Le film a été présenté en sélection officielle en compétition lors de Berlinale 1988.